# Dolcetto di Dogliani

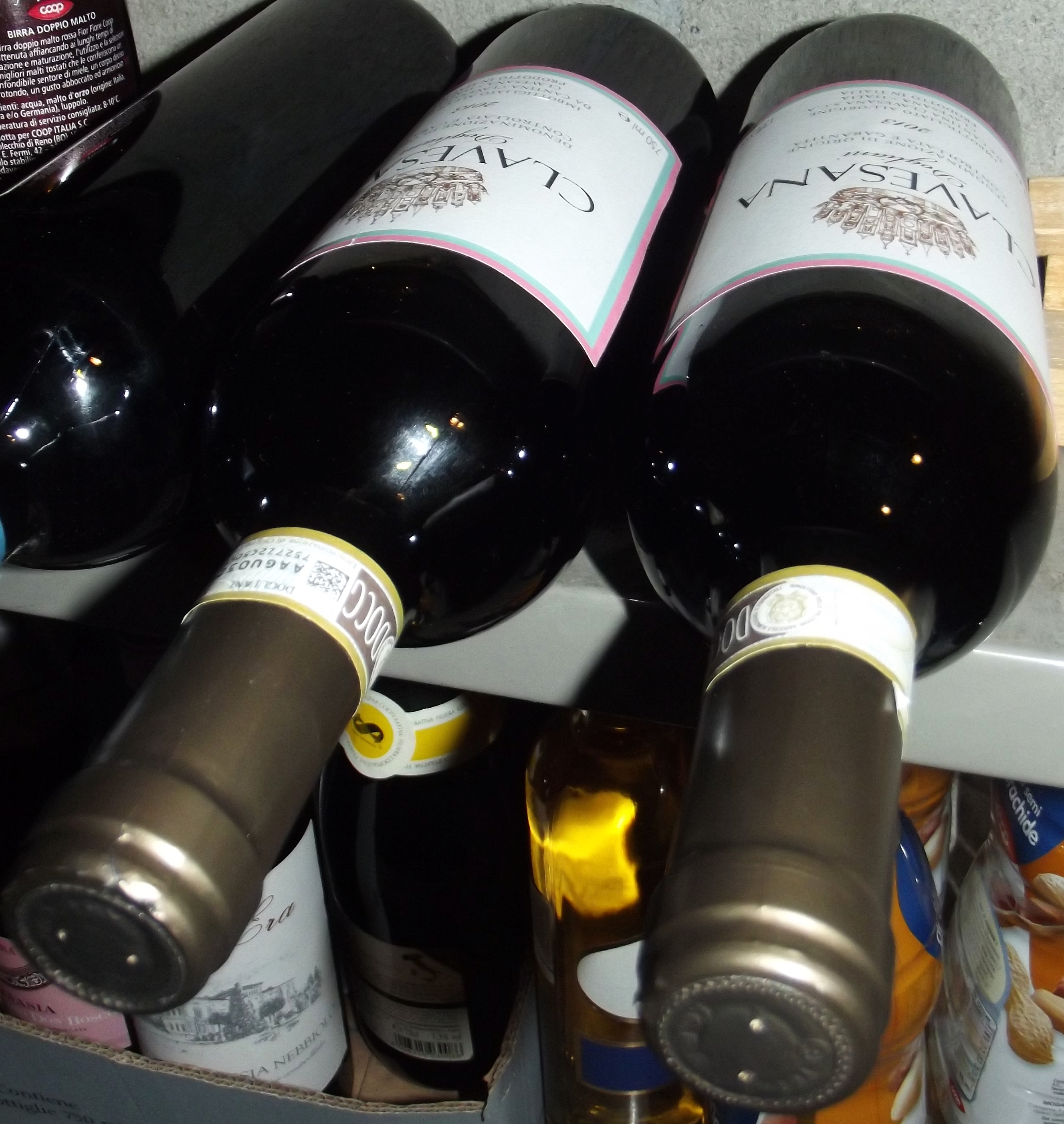
Dogliani DOCG 2013

Le  Dolcetto di Dogliani  est un vin italien produit dans la région du Piémont, doté d'une appellation DOC depuis le 26 juin 1974. Seuls ont droit à la DOC les vins rouges récoltés à l'intérieur de l'aire de production définie par le décret.
Le vin rouge du Dolcetto di Dogliani répond à un cahier des charges moins exigeant que le Dolcetto di Dogliani superiore, essentiellement en relation avec le titre alcoolique.

## Aire de production
Les vignobles autorisés se situent en province de Coni dans les communes de Dogliani, Bastia Mondovì, Belvedere Langhe, Clavesana, Cigliè, Farigliano, Monchiero, Rocca Cigliè ainsi qu'en partie dans les communes Roddino et Somano. 
Les vignobles se situent sur des pentes des nombreuses collines  autour de Dogliani, proche du Tanaro.

## Caractéristiques organoleptiques
- couleur : rouge rubis à tendance violacé
- odeur : délicat, caractéristique
- saveur : sèche, puissant, légèrement amer (amarognolo), acidité modérée

Le  Dolcetto di Dogliani  se déguste à une température de 15 – 17 °C et il se gardera 3 – 4 ans. Des vins exceptionnels peuvent se garder 8 - 10 ans.

## Production
Province, saison, volume en hectolitres :
- Coni (1990/91) : 16 708,1
- Coni (1991/92) : 17 722,0
- Coni (1992/93) : 10 389,0
- Coni (1993/94) : 12 366,0
- Coni (1994/95) : 15 843,78
- Coni (1995/96) : 13 818,0
- Coni (1996/97) : 20 918,71